# Heinrich Friedrich Otto
Heinrich Friedrich Otto (* 18. April 1692 in Ohrdruf; † 1. August 1730 in Meißen) war ein deutscher Jurist und Historiker.

## Leben
Otto war Sohn des Philipp Jakob Otto, eines hohenlohischen Hofrats in Ohrdruf. Er besuchte bis 1709 das Gothaer Gymnasium, anschließend kurzzeitig das Öhringer Gymnasium. Das Studium der Rechtswissenschaften nahm er an der Universität Jena auf und wechselte 1712 an die Universität Halle. 1715 wurde er an der Universität Erfurt zum Lic. iur. promoviert. Er wollte sein Studium in Straßburg fortsetzen, allerdings starb sein Vater in dieser Zeit, sodass er sich als Advokat in Ohrdruf niederließ.
Otto erfreute sich als Anwalt großer Beliebtheit. Er vertrat unter anderem fürstliche Häuser beim Reichskammergericht sowie beim Reichshofrat. Von Herzog Friedrich II. von Sachsen-Gotha-Altenburg wurde er zum Hofadvokaten ernannt und die Grafen Hohenlohe verliehen ihm den Titel eines Hofrats. August der Starke berief ihn 1721 schließlich als Bürgermeister nach Meißen. Gesundheitlich angeschlagen nahm sein weiteres Leben jedoch eine unglückliche Wendung. Er starb 1730 hoch verschuldet an der Wassersucht.
Otto war neben seiner praktischen Tätigkeit schriftstellerisch tätig. Die Veröffentlichung seines Hauptwerkes Thuringia sacra sive historia monasteriorum erlebte er nicht mehr.

## Werke (Auswahl)
- Oratio de mvtva et felici litterarvm cvm armis conivnctione in repvblica, Gollner, Jena 1711.
- Numismatis Lysimachi, Macedonum regis, expositio, Halle 1714.
- Epistola de Ottone, praeposito, post episcopo XVI. Halberstad., monasterii Heusdorfensis in Thuringia fundatore, Meißen 1722.
- Thuringia sacra sive historia monasteriorum, quae olim in Thuringia floruerunt, Weidmann, Frankfurt 1737.